# August Underground
August Underground – pierwsza część z trylogii filmów pseudo snuff. Została wydana przez Toetag Pictures w 2001 roku. Kontynuacja została wydana w 2003 roku, a ostatnia część trylogii w 2007. Druga odsłona serii zajęła pierwsze miejsce na liście 10. najbardziej chorych filmów według listy umieszczonej na blogu Horrror Brain na IGN.

## Fabuła
August Underground to produkcja stylizowana na snuff movie, kompilacja kilkunastu krótkich nagrań. Opowiada o dwójce socjopatów, z których jeden lubuje się w torturowaniu oraz łamaniu norm społecznych, a drugi wszystko to z uciechą filmuje amatorską kamerą. Do ich dokonań należą m.in. porwanie i okaleczenie młodej dziewczyny, pocięcie na kawałki zwłok zabitego przez nich mężczyzny, wielokrotne nękanie właściciela jednego ze sklepów, pobicie prostytutki...